# Oristicta rosendaleorum
Oristicta rosendaleorum — вид бабок родини Isostictidae. Описаний у 2017 році.

## Поширення
Ендемік Австралії. Зразки Oristicta rosendaleorum були зібрані з двох населених пунктів — станції Бонні Глен (425 м над рівнем моря) та станції Спрінгвейл (197 м над рівнем моря) в межах 20 км від Лейкленду на південному сході півострова Кейп-Йорк на півночі Квінсленду.

## Опис
Це струнка і тьмяно забарвлена бабка середнього розміру, завдовжки близько 42 мм і довжиною крил близько 21 мм. Від близького виду Oristicta filicicola відрізняється насиченішими чорними мітками, зміненими візерунками на синтораксі та черевних сегментах, а також відсутність задньолатеральних відростків на передньоспинці самців. Анальні придатки самця також мають іншу форму.